# Bernard Krisher
Bernard Krisher (* 9. August 1931 in Frankfurt am Main; † 5. März 2019 in Tokyo) war ein in Tokio ansässiger US-amerikanischer Journalist, Publizist, Philanthrop und Herausgeber von The Cambodia Daily. 

## Leben
Bernard Krisher wuchs zunächst in Leipzig als einziger Sohn jüdischer Eltern auf. 1937 floh die Familie über Holland nach Paris und 1939 nach Portugal. Im Januar 1941 kam der 9-jährige Junge nach New York und begann schon mit 12 Jahren seine Journalistenkarriere mit einer hektographierten Schülerzeitung.  Später arbeitete er für die New York Herald Tribune und die New York World-Telegram & Sun. Nach Abschluss des Studiums am Queens College 1953 wurde er in die US-Armee einberufen und aufgrund seiner Deutschkenntnisse in Heidelberg stationiert, wo er in der Presse- und Informationsabteilung der US Army tätig war. Während seines ersten Besuches in Japan 1958 lernte er seine spätere Frau Akiko kennen. 1959/60 studierte er ein Jahr Japanologie und Japanisch an der Columbia University als Stipendiat der Ford Foundation als Advanced International Reporting Fellow. Anschließend ging er zunächst als freiberuflicher Journalist für Newsweek nach Japan. 1964 berichtete er über die Olympischen Spiele für die Zeitung und wurde deren Fernost-Bürochef in Tokio von 1968 bis 1980. Danach war er kurzzeitig Korrespondent für das Fortune Magazine. 1980 wurde er Berater für Shinchosha Publishing, einen der großen japanischen Magazin- und Buchverlage, und gründete dort das von Shinchosha herausgegebene illustrierte Wochenmagazin Focus, das Spitzenauflagen von wöchentlich bis zu 2 Millionen Exemplaren erreichte.
Bernard Krisher gelang es als erstem und einzigem Journalisten, den japanischen Kaiser Hirohito in einem Zwiegespräch zu interviewen. Das Interview wurde in Newsweek veröffentlicht und machte Krisher in Japan über Nacht bekannt.

## Philanthropie
Nach seinem Rückzug aus dem Journalismus gründete Bernard Krisher die Stiftung Japan Relief for Cambodia und American Assistance for Cambodia (inzwischen umbenannt in World Assistance for Cambodia). 1993 rief er die Tageszeitung The Cambodia Daily ins Leben. 2008 gründete Krisher The Burma Daily. Seine Stiftung konzentriert sich beim „Cambodia Schools“-Projekt vor allem auf die Förderung der Ausbildung und Erziehung junger Kambodschaner durch den Bau von Schulen im ländlichen Raum. Bisher entstanden über 550 solcher Schulen (Stand 2014).

## Werke
- mit Norodom Sihanouk: Sihanouk Reminisces. World Leaders I Have Known. Editions Duang Kamol, Bangkok 1990, ISBN 974-210-524-3.
- Japan as We Lived It: Can East and West Ever Meet? Yohan Publications, Tokio 1989.
- mit Osamu Senna: Intabyū : Tennō kara Fuwa Tetsuzō made (インタビュ一 : 天皇から不破哲三まで /) Saimaru Shuppankai (サイマル出版会), Tokio 1976.
- mit  Eiichi Aoki: Harvard Conversation – Hābādo no mita Nippon : Nihon wa nyūrīdā ni nareru ka? (ハーバードのみたニッポン : 日本はニューリーダーになれるか?), Gurobyūsha (グロビュー社), Tokio 1979.